# 1137
| 1137               |
| ------------------ |
| Dødsfald - Fødsler |
|                    |

| Gregoriansk kalender | 1137 MCXXXVII           |
| Ab urbe condita      | 1890                    |
| Armensk kalender     | 586 ԹՎ ՇՁԶ              |
| Kinesiske kalender   | 3833 – 3834 丙辰 – 丁巳 |
| Etiopisk kalender    | 1129 – 1130             |
| Jødisk kalender      | 4897 – 4898             |
| Hindukalendere       |                         |
| - Vikram Samvat      | 1192 – 1193             |
| - Shaka Samvat       | 1059 – 1060             |
| - Kali Yuga          | 4238 – 4239             |
| Iransk kalender      | 515 – 516               |
| Islamisk kalender    | 531 – 532               |

Konge i Danmark: Erik Emune 1134-1137 og Erik 3. Lam 1137-1146
Se også 1137 (tal)

## Begivenheder
- Erik 3. Lam bliver konge

## Dødsfald
- 18. september – Erik 2. Emune dræbes under et tingmøde på Urnehoved ved Ribe af herremanden Sorteplov.